# ثقافتنا في ضوء التاريخ
كتاب «ثقافتنا في ضوء التاريخ» لعبد الله العروي هو عمل فكري نقدي نشر لأول مرة سنة 1983 عن المركز الثقافي العربي، يتناول العلاقة بين الثقافة والتاريخ في العالم العربي من منظور فلسفي وتأريخي. يناقش العروي مفهوم التاريخ والوعي التاريخي لدى الإنسان، ويحلل التداخل بين الأسطورة والسرد التاريخي، كما يتناول تعدد فلسفات التاريخ في الفكر العربي الإسلامي. يسلط الكتاب الضوء على أهمية المنهج العلمي في التأريخ، ويقارن بين رؤى فكرية مثل ابن خلدون وماكيافيلي، كما يناقش العلاقة بين الحرب والسياسة وتأثير الثورة العلمية في الفكر الغربي. إضافة إلى ذلك، يعالج الكتاب أزمة المثقف العربي، وروح الحضارة الإسلامية، ومسألة الانبعاث الحضاري وقضية التعريب، مع التأكيد على أن التاريخانية ليست مجرد مذهب فلسفي بل موقف أخلاقي عملي يهتم بالسلوك والوعي في صناعة التاريخ.

## المحتوى
يتناول عبد الله العروي في هذا الكتاب جملة من القضايا الفكرية الكبرى، وعلى رأسها مفهوما التاريخ والتاريخانية.
عند تحديده لمفهوم التاريخ، يبرز العروي مفارقتين أساسيتين: الأولى أن الإنسان، بطبيعته، كائن تاريخي، غير أنه لم يكتشف وعيه بتاريخيته إلا في زمن متأخر. أما الثانية، فهي أنه ما إن أدرك هذه التاريخية حتى شرع في إنكارها عبر السرد التاريخي نفسه. ويقود هذا الطرح إلى مناقشة العلاقة بين التاريخ والأسطورة، إذ إن الأسطورة، وإن كانت ترتب الأحداث زمنياً، فإنها تخضع لزمن مختلف عن زمن السرد التاريخي، وغايتها ليست تتبع الأحداث بل إبراز الثابت من خلال المتغير، أي تغليب الدائم على العابر. ولأن أهدافها تختلف عن أهداف السرد التاريخي، فإنها لا تزول بظهوره، بل تتعايش معه غالباً دون أن تلغي خصوصيته.
ومن هنا يطرح المؤلف سؤالاً: هل للعرب فلسفة خاصة بهم في التاريخ؟ ويجيب بالنفي على وجود فلسفة واحدة، مؤكداً أن الفكر العربي الإسلامي يحتوي على فلسفات متعددة، يمكن استخلاصها من الشعر الجاهلي، والقرآن، والحديث، والقصص الشعبي، إضافة إلى رؤى أكثر وعياً وتفصيلاً لدى كبار فقهاء الباطنية والمتصوفة.
أما عن التاريخ بمعناه التقليدي، فيراه العروي مرتبطاً بالتاريخ المكتوب، الذي نشأ مع الاستقرار والتمدن ونمو التجارة في الشرق الأوسط، إذ شجعت التجارة على استخدام الحروف والأرقام وحفظ العقود. ويشير إلى أن التأليف التاريخي العربي تأثر بتمييز القرآن بين الأخبار والأساطير، فاعتمد علم التاريخ على الرواية والتصنيف وفق أسلوب "العقد والشهادة". ومن هذا المنظور، تهدف الرواية التاريخية إلى الكشف عن بدايات الأنظمة السياسية، بخلاف الأسطورة التي تبحث في أصل الكون.
ويرى العروي أن التاريخ العربي يتمثل في تدوين وقائع إنسانية بطولية ذات طابع مأساوي وسياسي، بحيث يطلع القارئ على شخصيات وأحداث معروفة ليختار موقعه الأخلاقي والسياسي بينها، كأن يضع نفسه إلى جانب علي أو معاوية، أو إلى جانب يزيد أو عمر بن عبد العزيز.
أما التاريخانية، فيعرّفها العروي بأنها فلسفة المؤرخ أثناء ممارسته للتأريخ، كما أن الوضعانية هي فلسفة العالم أثناء عمله في المختبر. لكنها ليست مذهباً فلسفياً نظرياً، بل موقف أخلاقي يرى في التاريخ سجلاً للأفعال الإنسانية، ومجالاً لاختبار المواقف الأخلاقية والسياسية. فالمؤرخ التاريخاني يهتم بالسلوك والموقف أكثر من اهتمامه بالحقيقة المجردة، ويعتبر التاريخ معرفة عملية قبل كل شيء.
ويخلص العروي إلى أن المؤرخ لا يصف الماضي كما كان، بل كما يستحضره في ذهنه، فالعالم التاريخي ليس مملكة أموات، بل فضاء لرموز ونماذج حية في وعي المؤرخ.

## اقتباسات
الوضعية الجديدة
"تتميز الوضعية الجديدة بكون الثقافة المستوردة غير مرتبطة عضوياً بالحياة الاجتماعية منطقها مختلف وتعابيرها مختلفة ذوقها مختلف عما تعود عليه المجتمع الأصلي وعما يسير عليه أغلبية الناس. عوض أن تعكس الثقافة تحولات المجتمع العفوية وأن تتأثر مباشرة بتناقضاته، فهي التي تحاول أن تغير السلوك والذوق والتعبير ليعود المجتمع مطابقاً لمنطقها : هذا هو مغزى السياسة الإصلاحية. عوض أن تبقى التناقضات متوازية في الثقافة وفي المجتمع، يعود التناقض الأساس هو ما يفصل المجتمع عن الثقافة ، أي حاملي تلك الثقافة عن المواطنين العاديين. تعود الثقافة قبل أي شيء آخر علامة تمييزية ، تتكون جماعة من عناصر مختلفة توحدهم الثقافة المكتسبة وتفصلهم عن أصولهم الاجتماعية، لهذا السبب يطرح مشكل لم يكن معروفاً من قبل، وهو مشكل الرجوع إلى الأصل، والحنين إلى الوحدة المفقودة والتواصل بين المثقفين وبين الشعب".
عن التنبؤ
"يربط كثير من الناس الحتمية بإمكانية التنبؤ، وهذا خطأ إذ الناس لا يهتمون بالتنبؤ إلا بقدر ما يكشف عن خرق السنن الطبيعية. ماذا يتمنى الفقير الجاهل؟ أن بری نفسه في المستقبل وهو يعثر على كنز رغم بعد احتمال الأمر في الواقع، والملك الأشمط ؟ أن ينجب ولداً رغم كبر سنه والثائر الوحيد الأعزل؟ أن يفوز بالملك رغم العوارض والصعوبات. لو كان هؤلاء وأمثالهم يظنون أن المستقبل استمرار للحاضر ، لما رغبوا في الاطلاع عليه مسبقاً. وبما أن ابن خلدون يعتقد أن الأحداث مترابطة ترابطاً طبيعياً لا انفصام فيه ، لا عجب إذا رأيناه ينفي إمكانية الكشف عن الغيب في نطاق قوانين الطبيعة. إن النظر في الحاضر يكشف لك عن مآل الأمور ، وإذا وقع حادث في المستقبل لم يكن متوقعاً فإن سببه كان موجوداً في الحاضر إلا أنه بقي محجوباً عن البشر. وفي كل الأحوال تصدق دعوى التنبؤ بالمستقبل. وهذه خلاصة البحث في هذا الموضوع ، الذي ينبغي أن يكون نصب فكرك أن الغيوب لا تدرك بصناعة البتة ولا سبيل إلى تعرفها إلا للخواص من البشر المفطورين على الرجوع من عالم الحس إلى عالم الروح 18. كذلك إذا كان التطور من البداوة إلى الحضارة ومن الخشونة إلى الترف ومن القوة إلى الضعف حتمياً، فإن للدولة عمراً كما لبني آدم، ومحاولة إعادتها إلى بدايتها كمحاولة إرجاع الكهول إلى الطفولة. يمكن المحافظة على المزاج وضمان الصحة بالمكاية والمداواة، أما معاكسة التكهل فمحال قد يطول الهرم بدولة إذا انعدم المطالب، لكن الهرم لا ينقلب أبداً إلى انتعاش".